# 化祿
化祿、或稱化祿星，簡稱祿，是中國命理學紫微斗數中的四化之一。別名福德之神，五行屬土，本質為外柔內剛，方位屬中央。
據『紫微斗數全書』(宋·陳摶著)的記載：「化祿為福德之神，守身命官祿之位，科權祿拱，必作柱石之臣。小限逢之，主進財之喜，大限十年吉慶。
惡曜來臨，并陀羊火忌沖照，亦不為害。
婦人吉湊，作命婦。二限逢之，內外威嚴；煞沖平常。」

## 化祿的取法
1. 甲年生人:化祿在廉貞星
2. 乙年生人:化祿在天機星
3. 丙年生人:化祿在天同星
4. 丁年生人:化祿在太陰星
5. 戊年生人:化祿在貪狼星
6. 己年生人:化祿在武曲星
7. 庚年生人:化祿在太陽星
8. 辛年生人:化祿在巨門星
9. 壬年生人:化祿在天梁星
10. 癸年生人:化祿在破軍星

## 運用方法
先天命格的化祿星取自命造之生年天干，往後進入每一個大運再由大運的宮位天干取各自大限的化祿，每年再依流年天干取當年的化祿。依本命、大運、流年(命運歲)化祿星飛入的宮位，參酌其他相關會合作用之飛星與命盤以判斷運勢中人事際遇的禍福吉凶得失。
化祿入人事十二宮斷訣：在辰為福，怕四殺同宮、對照。逢四殺對照、同宮，為沖破，作落陷論。祿逢沖破，吉也成凶。
化祿、化權、化科三星的組合，稱三奇嘉會格，古賦云：「三奇拱向紫微宫，最喜人生命裡逢；燮理陰陽為宰相，功名富貴不雷同。」

## 相關連結
- 紫微斗數